# Trachelas femoralis
Trachelas femoralis är en spindelart som beskrevs av Simon 1897. Trachelas femoralis ingår i släktet Trachelas och familjen flinkspindlar. Inga underarter finns listade i Catalogue of Life.